# RT-23
El RT-23 «Mólodets» (en ruso: PT-23 УТТХ «Мо́лодец»,  designación GRAU: 15П961 y 15П060, designación OTAN: SS-24 Scalpel) fue un misil balístico intercontinental creado por la Unión Soviética en 1987. Era de lanzamiento frío y podía ser lanzado desde un silo, un vagón de tren militar o un camión. Compuesto de 3 etapas, usaba combustible sólido y orientación del gas de escape vectorizado para dirigir su lanzamiento. Podía llevar 10 ojivas nucleares de 550 kilotones cada una.

## Historia

Este misil ICBM es el resultado de un gran esfuerzo soviético para desarrollar un misil móvil con combustible sólido, con múltiples formas de lanzamiento (camión, silo y tren); la versión móvil más moderna es el RT-2PM Topol que fue cancelado por la Unión Soviética al final de la Guerra Fría y fue la base de desarrollo para el nuevo misil Topol-M de Rusia.
Estos modernos misiles podían moverse por la larga red ferroviaria de la Unión Soviética lo cual le daba un alto grado de supervivencia en caso de un ataque nuclear furtivo. Fue desarrollado para reemplazar el anterior misil ICBM UR-100N los cuales todos eran versión de lanzamiento desde un silo subterráneo. La versión de Estados Unidos de este misil ICBM fue el proyecto MX.
Este moderno misil ICBM, relativamente nuevo en el inventario de la Unión Soviética y todavía operativo en Rusia, fue probado a inicios de los años 80 y empezó a desplegarse en 1987 en las redes de trenes del país. Por esta razón, se les conocía como los trenes de la muerte o trenes fantasma. Sus centros de producción estaban localizados en Ucrania, pero después de la desintegración de la Unión Soviética, Ucrania no estaba interesada en seguir produciendo estos misiles ICBM, fueron desmantelados y almacenados en bodegas, para enviarlos a Rusia. 
Los convoyes de trenes con misiles ICBM, llevaban 1 vagón de tren con 1 generador eléctrico, 1 vagón de tren con el centro de comando, 2 carros de soporte, y 3 lanzadores de misiles, con un total de 9 carros por tren, y se movilizaban en forma permanente, por todo el territorio de la Unión Soviética ocultos junto a otros vagones de trenes de transporte de carga civil y militar. En caso de un lanzamiento del misil ICBM, el tren se detiene, despliega unos soportes hidráulicos a los costados del vagón del tren, el techo del vagón del tren se abre a un costado y el misil es levantado, dentro de un silo de transporte para su lanzamiento, con un sistema de expulsión de gases en expansión, que lo levanta fuera del silo de lanzamiento, luego enciende sus motores y expulsa un anillo contenedor en la base del misil, con unos pequeños cohetes laterales y libera unos sujetadores que lo sostienen al silo de lanzamiento, para reforzar sus estructura durante el levantamiento del misil y lograr su completo lanzamiento, en forma similar a otros misiles ICBM de la Unión Soviética lanzados desde silos subterráneos.

## Diseño
Este nuevo misil ICBM todavía operativo en Rusia tiene un diseño único en su tipo, el cono del misil está retraído, para poder entrar dentro del compartimiento estándar de un vagón de tren soviético, sin alterar sus dimensiones y poder permanecer oculto a los satélites enemigos, entre otros vagones de trenes de carga civil y militar en la red de trenes del país; en el momento del lanzamiento del misil desde el vagón del tren, el cono del misil se podía extender hasta su forma original, con anillos metálicos concéntricos que subían desde la punta del misil, con un sistema de expulsión de gases como el sistema de Air-bag de un vehículo moderno.
En el momento de la expulsión del misil ICBM del silo lanzador, el cono del misil se extiende a su forma original con una explosión de gases de ignición pirotécnica; al mismo tiempo el misil es lanzado con el sistema de expansión de gases calientes para liberar al misil del silo lanzador y antes de la ignición de los motores, para que el cono tenga su forma aerodinámica original durante el vuelo al espacio y pueda cumplir con su total operación, en el momento del reingreso atmosférico, considerado el mayor logro en el diseño de este sistema de lanzamiento móvil desde el vagón de un tren.
El misil ICBM se lanza desde un contenedor oculto dentro del vagón de tren, en un sistema de lanzamiento móvil construido por la Unión Soviética durante la Guerra Fría contra Estados Unidos y Europa, para lanzar bombas atómicas desde las redes de trenes del país, en caso de una nueva guerra mundial, en forma similar al lanzamiento del misil ICBM Minuteman de Estados Unidos desde un silo lanzador subterráneo, pero este misil es lanzado desde el vagón de un tren, en un tipo de lanzamiento único en su tipo y que todavía es operativo en Rusia.
El sistema lanzador está sellado dentro de un contenedor y permanece oculto dentro del vagón de un tren, tiene una primera fase de empuje en frío, esto es con un sistema de expansión de gases, para expulsar el misil ICBM del contenedor lanzador, luego el misil enciende sus motores principales en el aire, expulsa un anillo que lo sostiene desde la base con unos cohetes laterales, liberando unos anillos de sujeción del misil al contenedor lanzador con explosivos, para permitir su expulsión del contenedor en forma de silo, sin dañar los motores principales del cohete y es lanzado al espacio a gran velocidad, con gran capacidad de carga y empuje, en forma muy parecida al lanzamiento de los misiles ICBM Trident II D5 desde los submarinos nucleares Clase Ohio de Estados Unidos, los submarinos nucleares Proyecto 941 «Akula» de la Unión Soviética y el nuevo submarino nuclear Clase Borey de Rusia.
Justo después de la desaparición de la Unión Soviética, 92 de estos misiles ICBM estaban en operación, 56 en silos subterráneos y 36 en trenes de transporte. 46 silos de lanzamiento estaban localizados en Ucrania y fueron desactivados en 1996 con ayuda de técnicos y ayuda económica, y devueltos a Rusia, y permanecieron operativos como un arma de disuasión nuclear. Este misil estaba prohibido en el tratado START II pero este tratado nunca fue ratificado totalmente por Rusia y los misiles estaban listos para su lanzamiento, en vagones de trenes, silos subterráneos y camiones de transporte. 
En Nicolaiev, el 30 de octubre de 2001, ocho niños ucranianos demolieron el último silo de lanzacohetes nuclear SS-24 ucraniano.  Éste silo N.º 46 de Nicolaiev ha sido el último que le quedaba al Ministerio de Defensa de la Ucrania.
En el año 2000, 10 misiles de lanzamiento desde un silo subterráneo, fueron desactivados y se espera, que otros 15 sean desactivados para agosto de 2005. Rusia tiene un plan para poder utilizar los últimos misiles almacenados en bodegas, como cohetes económicos para lanzar satélites al espacio, desde silos subterráneos de base en tierra, antes de su retirada definitiva del inventario de armas nucleares; las armas nucleares de los misiles serán desmanteladas y transportarán varios satélites livianos y pequeños en el cono del misil, dentro del vehículo de reentrada múltiple MIRV, VRMIs  (MIRVs o Multiple Independently targetable Reentry Vehicle, en inglés), para liberar los satélites en el espacio como si fueran conos nucleares, que se mantendrán en órbita a diferentes altitudes.
Rusia y Ucrania tienen un programa de lanzamiento de satélites civiles desde un misil ICBM en un silo militar de lanzamiento subterráneo, el programa espacial del cohete Dnepr-1, el cono nuclear será retirado del misil ICBM y en su lugar, se instalarán varios satélites civiles pequeños y ligeros.

## Versiones comparadas
| DIA                           | SS-24                                       | SS-24                                   | SS-24                                   | SS-24                                   |
|                               | PL-04                                       | SS-24                                   | SS-24V                                  | SS-24                                   |
| OTAN                          | Scalpel                                     | Scalpel                                 | Scalpel                                 | Scalpel                                 |
| Bilateral                     |                                             | RS-22B                                  | RS-22A                                  | RS-22V                                  |
| Servicio                      | RT-23                                       | RT-23                                   | RT-23 UTTKh                             | RT-23 UTTKh                             |
| GRAU                          | 15Zh44                                      | 15Zh52                                  | 15Zh60                                  | 15Zh61                                  |
| Oficina de diseño             | SKB-586, NPO Yuzhynoy Acad. V. F. Utkin     | SKB-586, NPO Yuzhnoye Acad. V. F. Utkin | SKB-586, NPO Yuzhnoye Acad. V. F. Utkin | SKB-586, NPO Yuzhnoye Acad. V. F. Utkin |
| Aprobado                      | 23 de julio de 1976                         | 1 de junio de 1979                      | 9 de agosto de 1983                     | 9 de agosto de 1983                     |
| Año de desarrollo             | Enero de 1969 - marzo de 1977               | Noviembre de 1982 - 1987                | 1983 - 1989                             | 1983 - 1989                             |
| Ingeniería y pruebas          | 1985-87                                     | 1985-87                                 | 1985-87                                 | 1985-87                                 |
| Primer vuelo de prueba        | 26 de octubre de 1982 Fallas, 12/1982 éxito | Abril de 1984                           | 31 de julio de 1986                     | 27 de febrero de 1985                   |
| IOC                           | cancelado                                   | 20 de octubre de 1987                   | 19 de agosto de 1988                    | 12/1987                                 |
| Puesta en operación           | Cancelado                                   | Noviembre de 1987                       | 28 de noviembre de 1989                 | 28 de noviembre de 1989                 |
| Tipo de cabeza                | MIRV                                        | MIRV                                    | MIRV                                    | MIRV                                    |
| Cabezas                       | 10                                          | 10                                      | 10                                      | 10                                      |
| Blanco (Mt)                   | 0.55                                        | 0.35 -0.55                              | 0.35 -0.55                              | 0.3 -0.55                               |
| Carga (t)                     | 4.05                                        | 4.05                                    | 4.05                                    | 4.05                                    |
| Longitud Total (m)            | 23.3                                        | 23.4 - 23.8                             | 18.8 - 23.4                             | 23.3                                    |
| Longitud total con cabeza (m) | 18.8, 19                                    | 19                                      | 19                                      | 19                                      |
| Diámetro (m)                  | 2.4                                         | 2.4                                     | 2.4                                     | 2.4                                     |
| Peso de lanzamiento (t)       | 104.5                                       | 104.5                                   | 104.5                                   | 104.5                                   |
| Rango (km)                    | 10,000                                      | 10,000 - 11,000                         | 10,100 -11,000                          | 10,100 - 10,450                         |
| CEP (m) (Fuente rusa)         | 500                                         | 500                                     | 500                                     | 500                                     |
| CEP (m) (Fuente occidental)   | 150-250                                     | 150-250                                 | 150-250                                 | 150-250                                 |
| Modo de Base                  |                                             | Silo                                    | Silo                                    | Ferrocarril                             |